# Corpo d'Armata Motocorazzato
"Corpo d'Armata Motocorazzato" (wł. "Pancerno-Motorowy Korpus Armii") – włoska jednostka wojskowa utworzona 25 lipca 1943 roku. Jednostką dowodził generał Giacomo Carboni.

## Historia
Korpus został utworzony z dyrektywy wydanej przez Benito Mussoliniego. Celem korpusu była obrona Rzymu przed aliantami, lecz po kapitulacji Włoch na początku września 1943, głównym zadaniem korpusu była obrona stolicy przed wojskami niemieckimi. Po proklamacji marszałka Badoglio korpus brał udział w walkach przeciwko Niemcom, lecz z powodu braku rozkazów od naczelnych włoskich dowódców wojskowych, korpus został rozwiązany 11 września 1943.

### Jednostki[2]
- 10 Dywizja Zmotoryzowana "Piave"
- 21 Dywizja Piechoty Granatieri di Sardegna
- 135 Dywizja Pancerna "Ariete II"
- 136 Dywizja Pancerna "Centauro II" (była 1 Dywizja Pancerna "M" "Czarnych Koszul")

#### Pozostałe jednostki
- 18 Pułk Bersalierów (od 9 września 1943, część dywizji "Centauro II")
- Pułk artylerii zmotoryzowanej
- Pułk artylerii przeciwlotniczej
- Jednostki saperskie i łączności